# Duvnäs gård

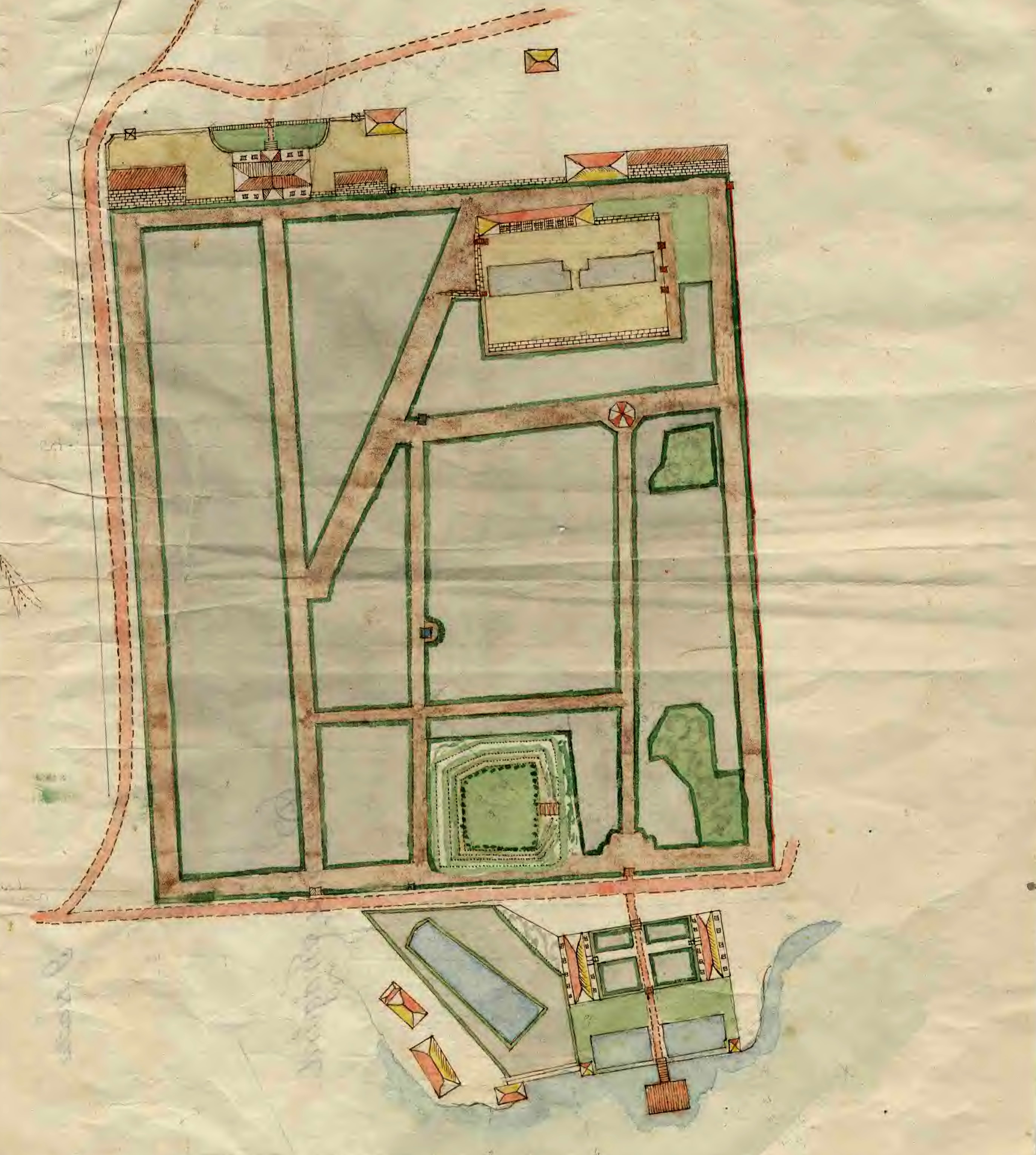
Duvnäs gårds ursprungliga huvudbebyggelse på Gabriel Bodings karta från 1782. Längst ner i söder syns gårdens båda flyglar, i mitten gårdens stora trädgård, av vägar uppdelad i olika lotter. Längst i norr framgår Övre Duvnäs byggnader.

Duvnäs var en tidigare gård i Nacka socken i nuvarande kommundelen Sicklaön i Nacka kommun. Gårdens huvudbyggnad, som låg vid dagens Strandpromenaden 4, gav området Saltsjö-Duvnäs och Duvnäsviken sina namn. Duvnäs har rötter från medeltiden och bevarar än idag flera kulturhistoriskt värdefulla gårdsbyggnader och enstaka äldre hus från 1700- och 1800-talen, bland dem Nedre gården, Övre gården, Gamla Prästgården, brännvinsbränneriet och kvarnstugan samt före detta tegelslagarens bostadshus som ligger på Duvnäs udde.

## Historik

### Forntiden
Trakten var betydelsefull redan under forntiden när det fanns här en farbar segelled in mot Mälaren. Den gick från Östersjön via dagens Lännerstasundet, Duvnäsviken, Kolbottensjön, Järlasjön, Sicklasjön, Hammarby sjö in till Årstaviken och vidare ut till Mälaren. Kontakten bröts genom landhöjningen.

### Tiden 1436–1759

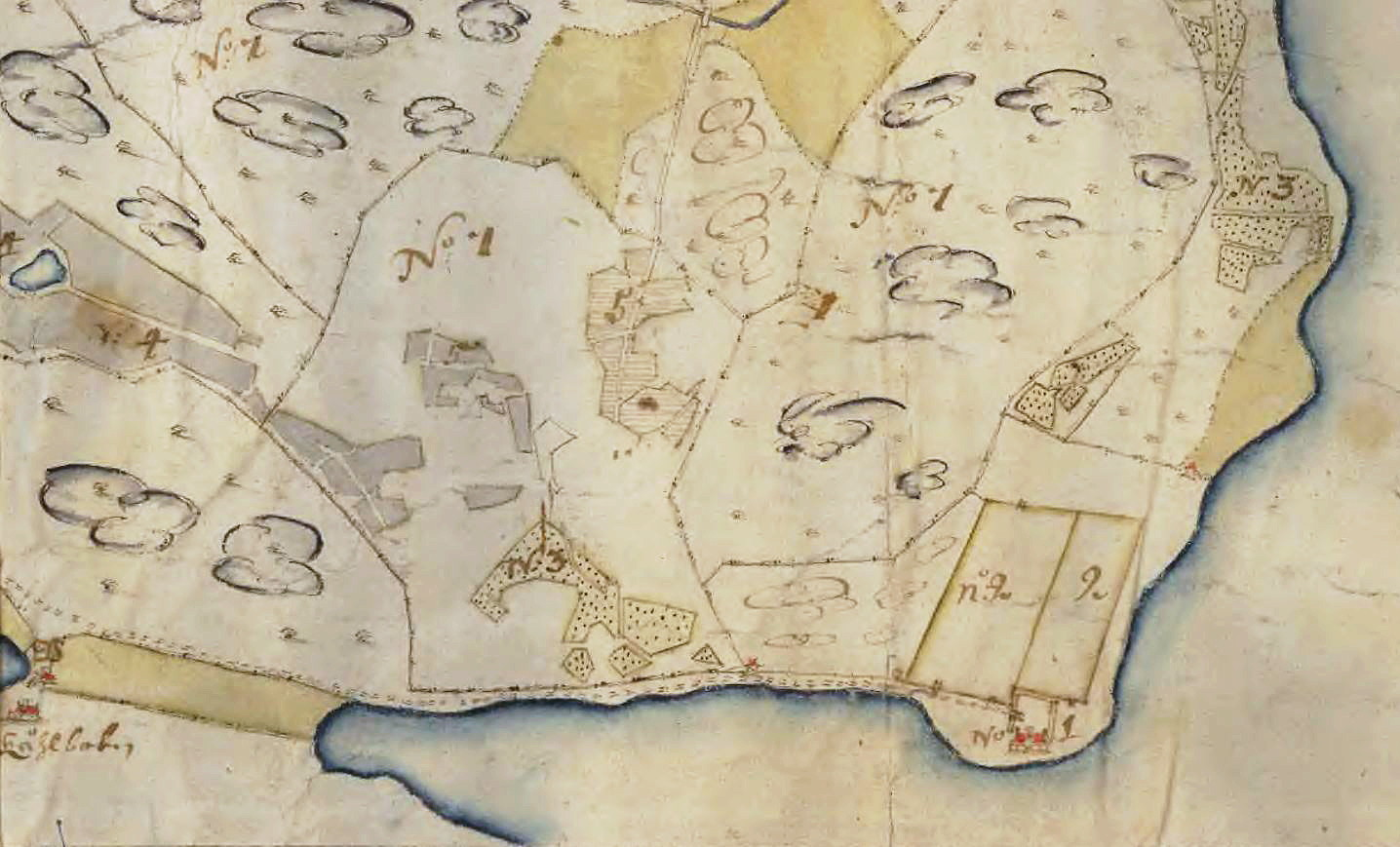
Duvnäs gårds huvudbebyggelse vid infarten till Duvnäsviken, 1690.

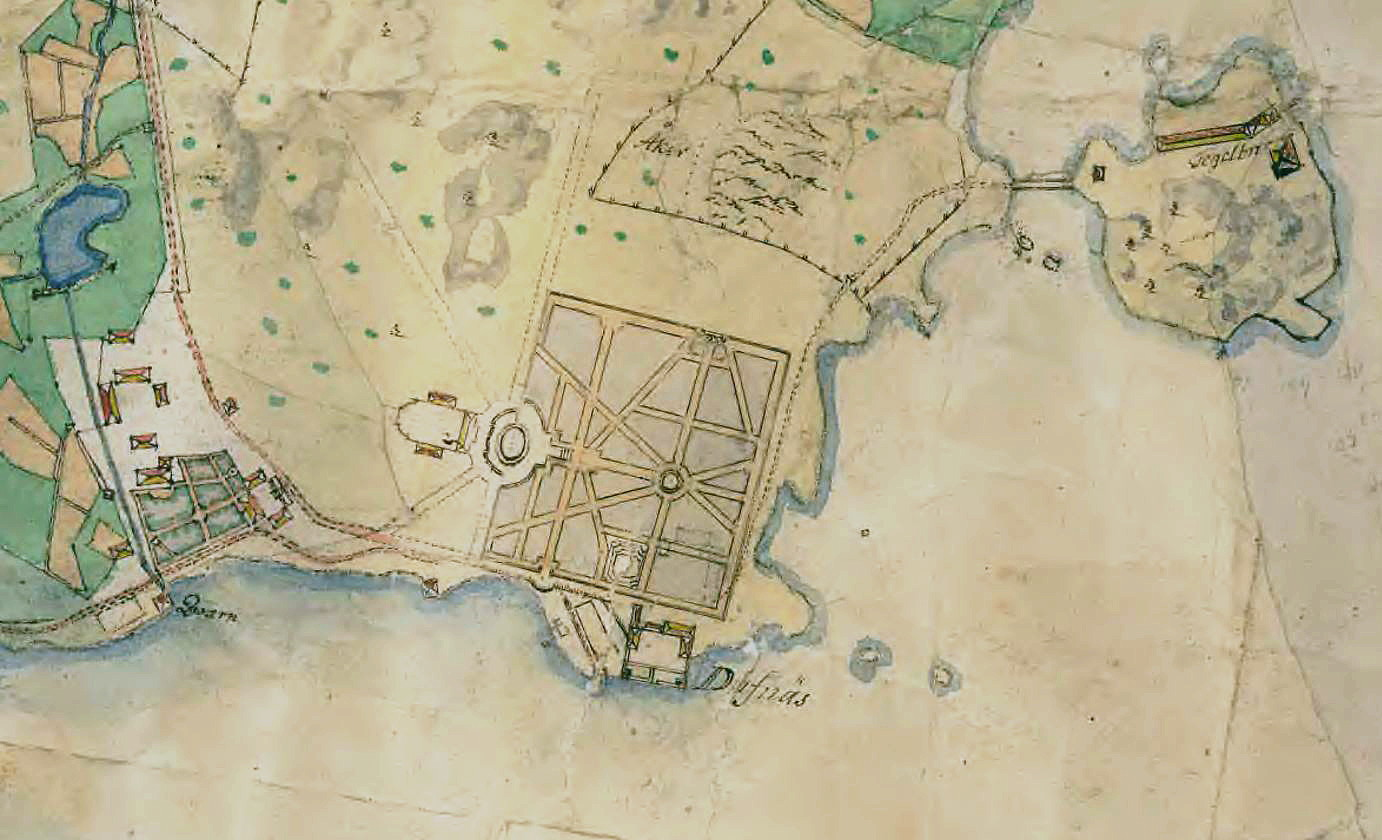
Förslag till ny huvudbyggnad och barockträdgård, 1774 (ej utförd).

Duvnäs omnämns som Duffuonæss i ett kungligt privilegiebrev från 1436. Äldsta kända ägare till Duvnäs är en Nils Olsson, Nils j Duffuaness, som 1498 fick en stadsgård i belöning för lång och trogen tjänst, möjligtvis som tegelslagare. På 1528 uppges Olof Svart, Olaff Suart Duffuenäss gårdt, som ägare. Han fick gården med alla dess tillgångar (bland annat tegelbruket) i förläning. Efter hans död 1547 övergick Duvnäs igen till kronan.
Viss uppmärksamhet vann stället 1518 då det sägs att Sten Sture den yngre besegrade danska trupper i ”Träffningen vid Duvnäs”. I drabbningen bortjagades en dansk kavalleristyrka som sattes iland för att delta i Slaget vid Brännkyrka. Det påstås att även att en ung Gustav Eriksson (sedermera Gustav Vasa) skulle ha deltagit. Fram till 1500-talets mitt uppges Gustaf Vasa som ägare. Efter 1551 (enligt vissa källor 1557) låg Duvnäs som arrendegård under Danvikens hospital och skulle förbli så till 1749.
Tidiga industrier fanns under 1500-talet på näset mellan Järlasjön och Duvnäsviken. Här existerade en träkolningsplats som kallades ”Kolbotten” där det uppfördes ett välkänt värdshus vars läge redovisas på en karta från 1690. Krögaren kunde under 1700-talet räkna flera framstående personer som sina gäster, bland andra Carl Gustaf Tessin och Märta Helena Reenstierna (kallad Årstafrun), som nämner värdshuset i sina dagböcker. Här ligger idag Saltsjö-Duvnäs stationshus.
På 1400- och 1500-talen bestod Duvnäs bebyggelse av ett enkelt torp eller en enkel gård belägen på en udde vid Duvnäsviken (dåvarande Duvnäsfladan). Av denna bebyggelse är idag inget bevarad. Bland arrendatorer märks Matts i Duvnäs (från 1569), Peder i Duvnäs (från 1630), Mårten Bunge (från 1688), dennes son Jakob Bunge (från 1694) samt dennes son Mårten Bungencrona (från 1731) som var den siste arrendatorn på Duvnäs.
Det var Mårten Bunge, borgmästare i Stockholm, som lät bebygga stället mera ståndsmässigt. Bunges barnbarn Mårten blev sedermera adlad ”Bungencrona till Dufvenäs”. På en karta över trakten från 1690 är Duvnäs gård redovisad på en södervänd udde i Duvnäsfladan (Duvnäsviken). Enligt dåtidens praxis placerades byggnaden med fasaden mot sydväst och med sjön åt söder. Norr om gården anlades en stor inhägnad trädgård. Anläggningen syns på Gabriel Bodings detaljkarta över gårdens huvudbebyggelse från 1782. På översiktskartan över hela Sicklaön från år 1774 framgår en planerad symmetrisk barockträdgård med ny huvudbebyggelse i väster bestående av ett corps de logi flankerad av två flyglar. Anläggningen förverkligades aldrig.
Av anteckningar från 1739 framgår, att nära gården fanns både kvarn och tegelbruk. Bruket låg på Duvnäs holme med torklänga och tegelslagarens bostadshus. Den gulputsade tegelbyggnaden från 1700-talets mitt inhyste på 1800-talet en sjökrog, men nyttjades också som bostad åt tegelslagaren vid Duvnäs tegelbruk. Tegeltillverkningen omnämns första gången på 1400-talet då tegel skall ha levererats till befästningsarbeten i Stockholm. Tegelslagarens hus finns fortfarande kvar och är privatbostad. Gårdens kvarn var en vattenkvarn som drevs av vatten från Långsjön som via tre anlagda dammar rann ner till kvarnen och sedan ut i Duvnäsviken. Själva kvarnanläggningen låg nere vid Duvnäsviken på en plats belägen alldeles sydost om mjölnarens bostad, vars byggnad finns kvar än idag (se Kvarngården).

### Gården under Finlay

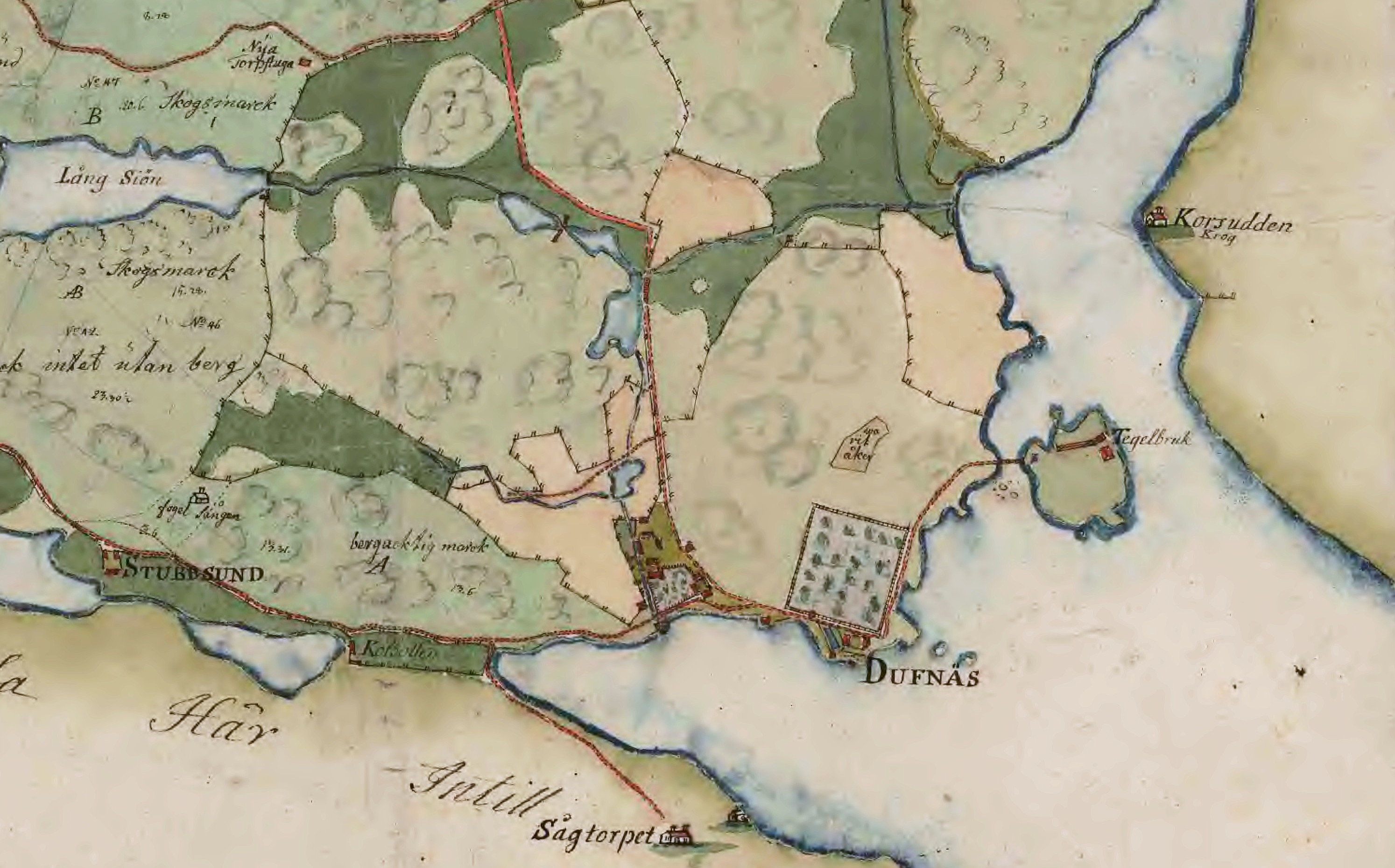
Duvnäs gård med omgivning 1782.

En ny epok inleddes för Duvnäs när industrimannen och brukspatronen, skotten Robert Finlay anlände 1749 och friköpte egendomen från Danvikens hospital. Han lät uppföra dagens Nedre Duvnäs gård med huvudbyggnad och flygel, ungefär 300 meter väster om Duvnäs huvudgård. Husets valvslagna tegelkällare kan dock härröra från en äldre byggnad uppförd på 1500- eller 1600-talet. Källaren är fortfarande i ursprungligt skick och användes på senare tid som privat festlokal. Tidigare var det gårdens fängelse där husherren hade rätt att inbura tjänstefolk, som inte skötte sig. Källaren är uppförd som tunnvalv och uppmurad med munktegel och lera. Dörren med sitt järngaller för luckan är ännu i behåll.
Till Finlays industrianläggning hörde även en rad byggnader som numera kallas Övre Duvnäs gård, uppförda cirka 250 meter norr om huvudgården. I Duvnäs nedre och övre byggnader tillverkades bland annat nålar och i ett klensmide byggdes dörrlås. Man uppförde även bostadshus för arbetarna. Bland dem fanns inflyttade engelska hantverkare.
Ytterligare en industriell anläggning som drevs under Finlays tid var ett brännvinsbränneri som på sin tid betraktades ”som det ansenligaste i riket”. Huset finns kvar i ombyggt skick vid Herrgårdsvägen 2. Finlay lät även uppföra ett bostadshus åt sig själv som brann ner 1832. Carl Gustaf Tessin besökte Duvnäs gård 1759 och omtalade då att gården ”var uppbyggd för mer än 60 år sedan” av Bunge och ”var redan då i rop för vidlyftigt träbyggnad och vacker trädgård”. Finlays verksamhet slutade i konkurs. Han lämnade Duvnäs 1771 och flyttade till Frankrike.

### Gården på 1800-talet

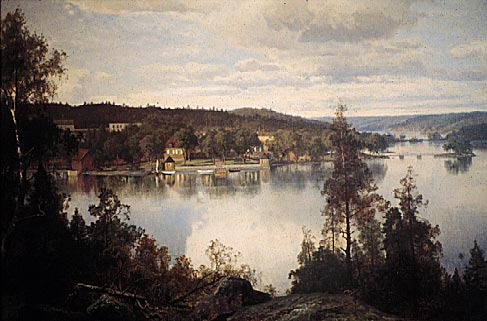
Duvnäsviken med ”Gamla prästgården” och Övre Gården. Oljemålning av Johan Edvard Bergh, 1870-tal.

År 1785 köptes Duvnäs gård av bryggaren och kaptenen vid borgerskapets infanteri Sven Roos. Han lät bygga om Finlays industribyggnader till bostäder. Efter Roos innehade Duvnäsegendomen av en rad olika ägare, bland dem köpmannen Jacob Dubbe som var ägare mellan 1823 till 1844. Duvnäs övre gårds ursprungliga huvudbyggnad var av trä och brann 1832 ned till grunden. Byggnaden, som aldrig byggdes upp igen, låg mellan stallbyggnaden (stenstallet) och huset som i dag betecknas som gårdens huvudbyggnad. 
Efter branden lät Dubbe byggda om den ena flygelbyggnaden till huvudbyggnad varvid den höjdes med en våning och fick dagens kala utseende. Även stenstallet i väster (byggd omkring 1780) ändrade utseende under Dubbe som tillförde en hög höskulle av tjärad trä. Efter Dubbes död 1844 ärvdes gården av systersonen Jacob Adolf Hägg (1806–1859), även han var handlare i Stockholm. Det var Häggs arvingar som 1863 sålde gården till godsägaren och disponenten vid Gustavsbergs porslinfabrik, Robert Herman Küsel. Han utvecklade jordbruket och lät uppföra nya ekonomibyggnader norr om gården. Efter Robert Küsels död 1898 sålde hans fem barn en större del av egendomen, som sedermera exploaterades av Aktiebolaget Saltsjö-Dufnäs villatomter och därmed upphörde begreppet Duvnäs gård. Markområdet kring Duvnäs övre gård bland annat trädgården eller humlegården, som den benämns redan på 1690 års karta, behölls dock av familjen Küsel.

## Gårdens vidare öden

### Villabolaget
År 1908 övergick 175 hektar av Duvnäs egendom för en miljon kronor i Saltsjö-Dufnäs Villatomters ägo medan herrgårdsbyggnaderna med parkområde förvärvades av egendomsmäklaren Bernhard Sollen. Villabolaget styckade marken i omkring 1 600 tomter och engagerade arkitekten Per Olof Hallman för att upprätta Duvnäs första stadsplan. Tillsammans med den välkände arkitekten Ferdinand Boberg ingick han i den första byggnadsnämnden.

### Ursprungliga gården ”Gamla prästgården”
- Koordinater: 59°18′5.2″N 18°12′46.7″Ö / 59.301444°N 18.212972°Ö

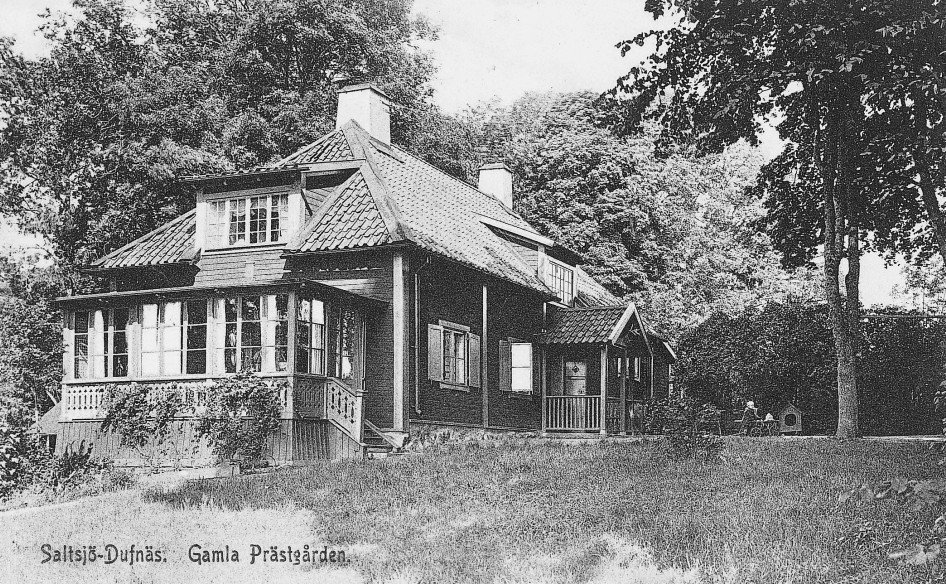
Gamla prästgårdens västra flygel, 1920.

Duvnäs gårds ursprungliga huvudbyggnad bestod av två rödmålade flyglar vid nuvarande Strandpromenaden 4. På Gabriel Bodings karta från 1774 redovisas huvudbebyggelsen som två flyglar vilka av okänd anledning kallades Gamla prästgården. Den nuvarande byggnaden är sammansatt av delar från olika epoker. De äldsta delarna härrör troligtvis från tidigt 1700-tal. I ett rum i en lada som förr stod på udden bodde konstnärerna Knut Stangenberg och Hilding Nyman. Man kunde sitta i fönstret och fiska i sjön. Även August Strindberg bodde där en tid.
Den del som idag länkar samman de båda flygelbyggnaderna är uppförd på 1930-talet efter att en brand förstört delar av anläggningen. Förbindelsedelen utgörs av en lång och låg volym som accentueras av en kvadratisk portalbyggnad vilken kröns av en hög kopparklädd barockinspirerad lanternin. Ombyggnader och eldsvådor utplånade de gamla husen nästan helt men vid återuppbyggnaderna försökte man behålla den yttre formen med bland annat höga valmade tegeltak. Gamla prästgården har aldrig nyttjats som prästboställe utan kan vara rester efter den bebyggelse som finns utmärkt på en karta från 1690-talet med benämningen Dufnäs gård. Av den stora trädgården återstår ett mindre gräsplan vars sidor bebyggdes på 1960-talet med radhus. I nordvästra delen finns några rader fruktträd bevarade.

### Duvnäsplattformen

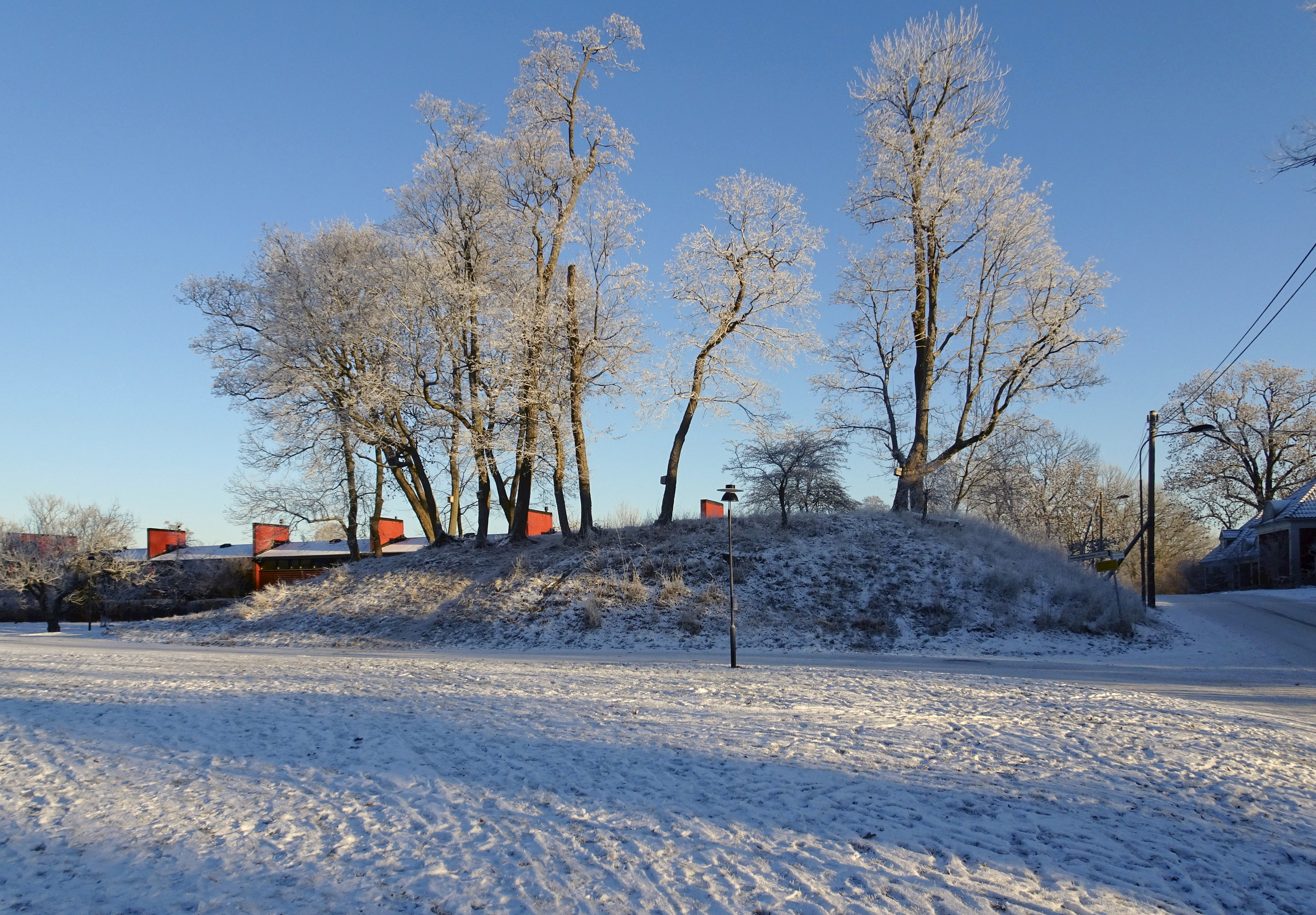
Platån, plats för Duvnäs huvudbyggnad?

Om det funnits en huvudbyggnad vet man inte men det finns spekulationer om läget. Norr om flygelparet och Strandpromenaden finns en upp till fyra meter hög platå eller kulle på 43 x 29 meter där det kan finnas lämningar efter Duvnäs gårds äldsta kända bebyggelse. 1944 grävdes ett smalt provschakt tvärs över halva platån, man konstaterade att högen består av stora mängder äldre taktegel med enstaka stortegel och profiltegel av medeltidstyp. Man fann däremot inga grundmurar efter någon byggnad.
Även riksantikvarien Gösta Selling omnämner 1977 ”jordkullen i södra kanten av trädgården” där man antaget att den döljer resterna av ett brunnet corps de logi, men han menar att läget inte alls passar för en symmetrisk karolinsk gårdsanläggning.
I maj 2021 utförde arkeologen Martin Rundkvist metallsökning ovanpå hela kullen och en utgrävning av 16 m² på dess norra hälft. Ett stort antal mynt påträffades varav det äldsta var slaget 1546. Därtill hittades ben, krossad hushållskeramik, äldre fönsterglas och liknande, dock inga grundmurar. 
Rundkvist bedömde att plattformen skapades omkring 1530 av dumpat tegel från gårdens medeltida tegelbruk, och att syftet varit att skapa en upphöjd grund för en ståndsmässig huvudbyggnad i timmer, möjligtvis sätesgården för Olof Svart. Några ritningar för en sådan anläggning kan inte väntas i arkiven från detta tidiga datum. I sin arkeologiska rapport skriver Rundkvist bland annat: ”Rent funktionellt är plattformen mest begriplig som ett uttryck för en nybliven adelsmans självhävdelsebehov, och där finns ingen annan kandidat än Olof Svart”.

Gamla prästgården och trädgården
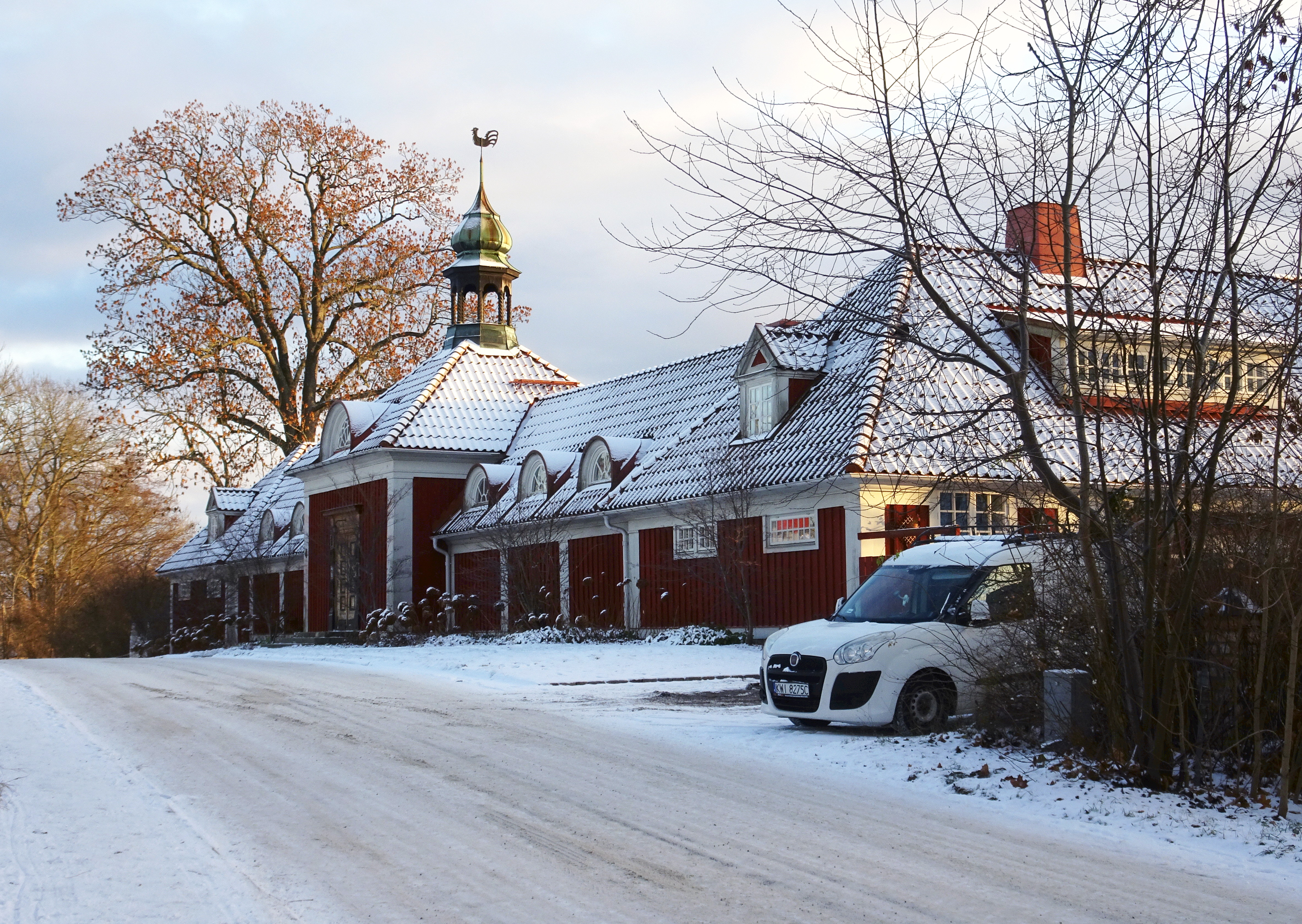
Duvnäs gårds kraftig förändrade huvudbyggnad, även kallad ”Gamla prästgården”.
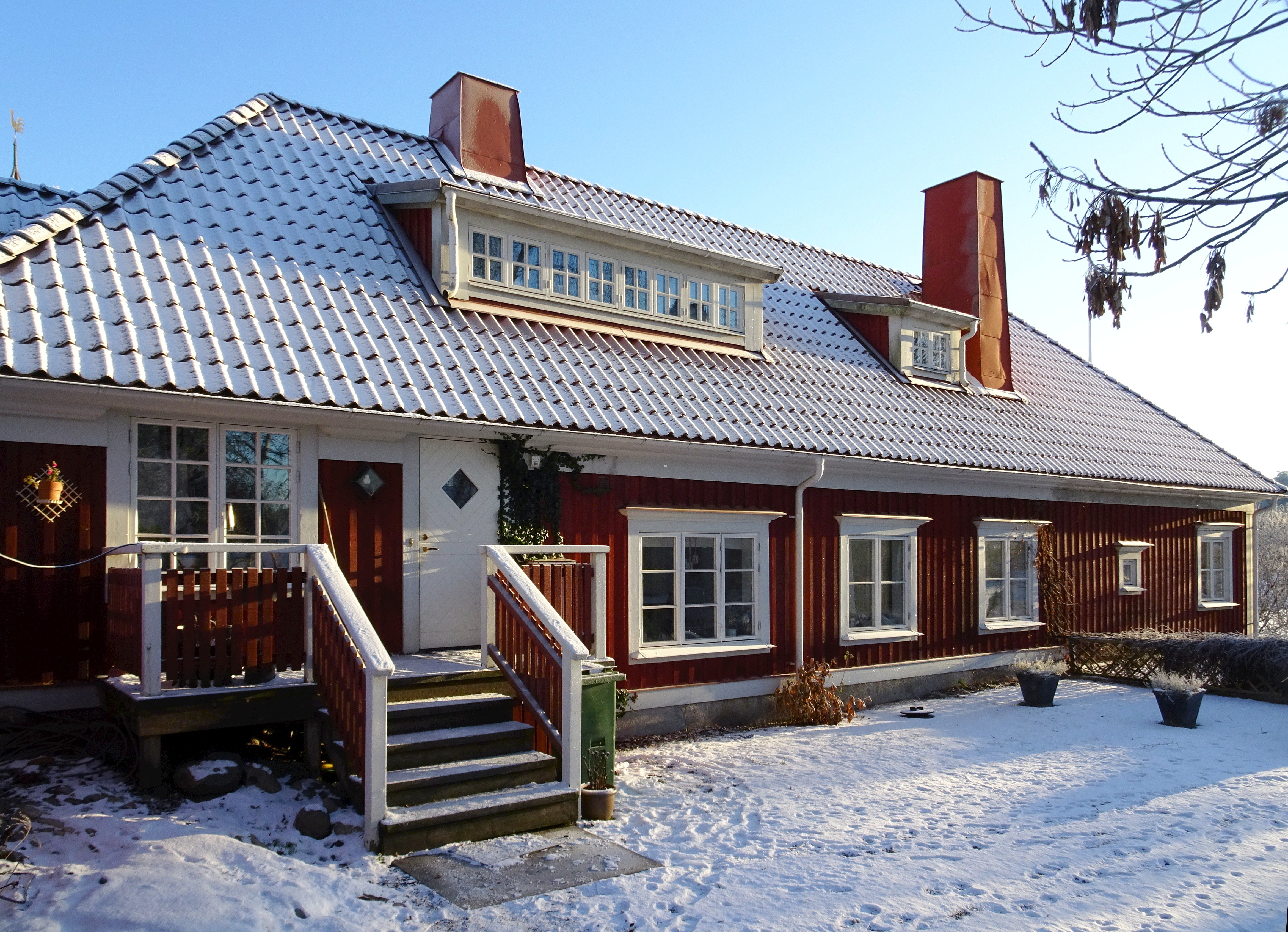
Västra flygeln, nybyggd efter en brand.
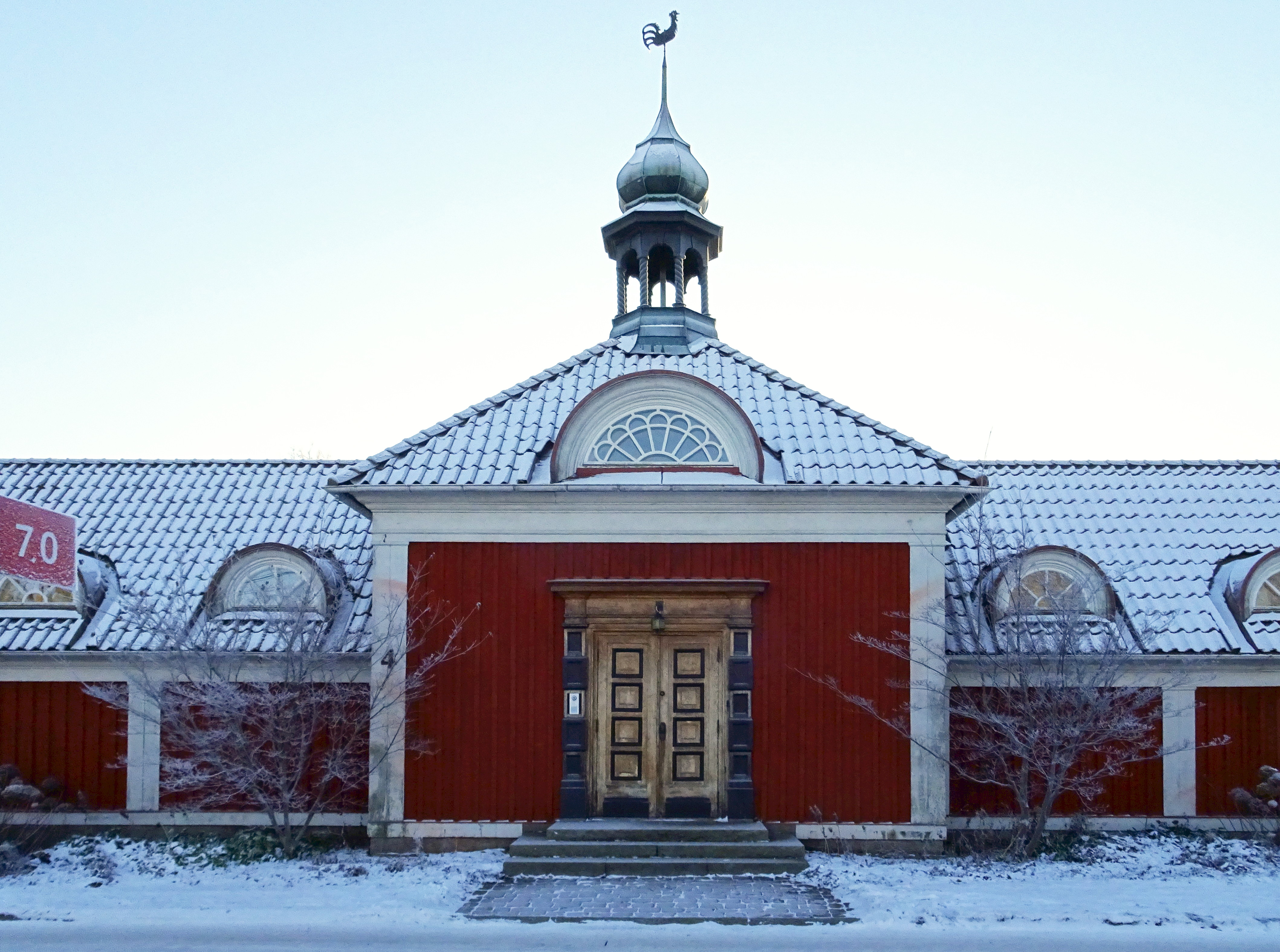
Portalbyggnaden mot Strandpromenaden, tillkommen på 1930-talet.
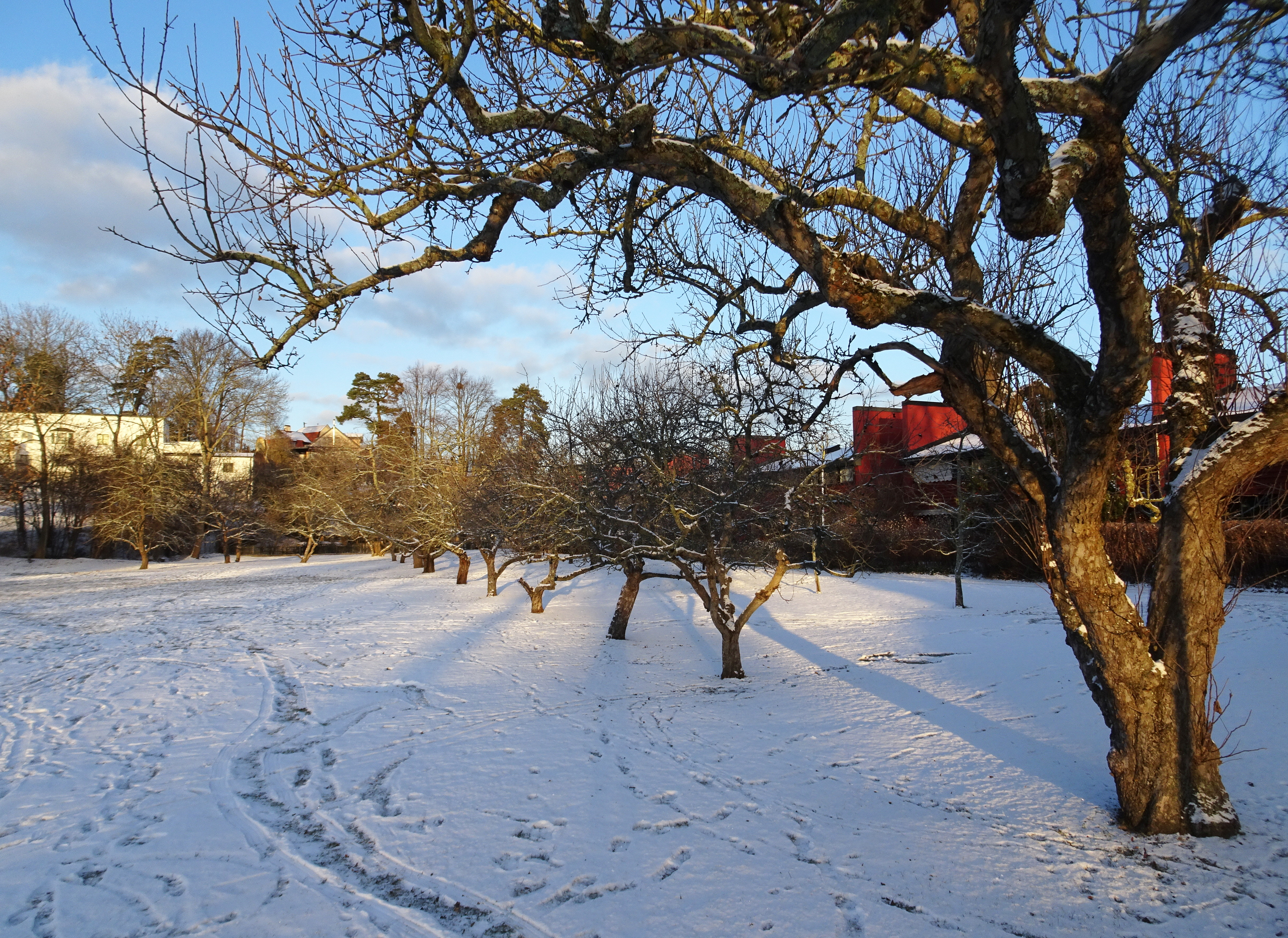
Bevarade fruktträd i gårdens före detta trädgård, Övre Duvnäs och Röda Raden i bakgrunden.
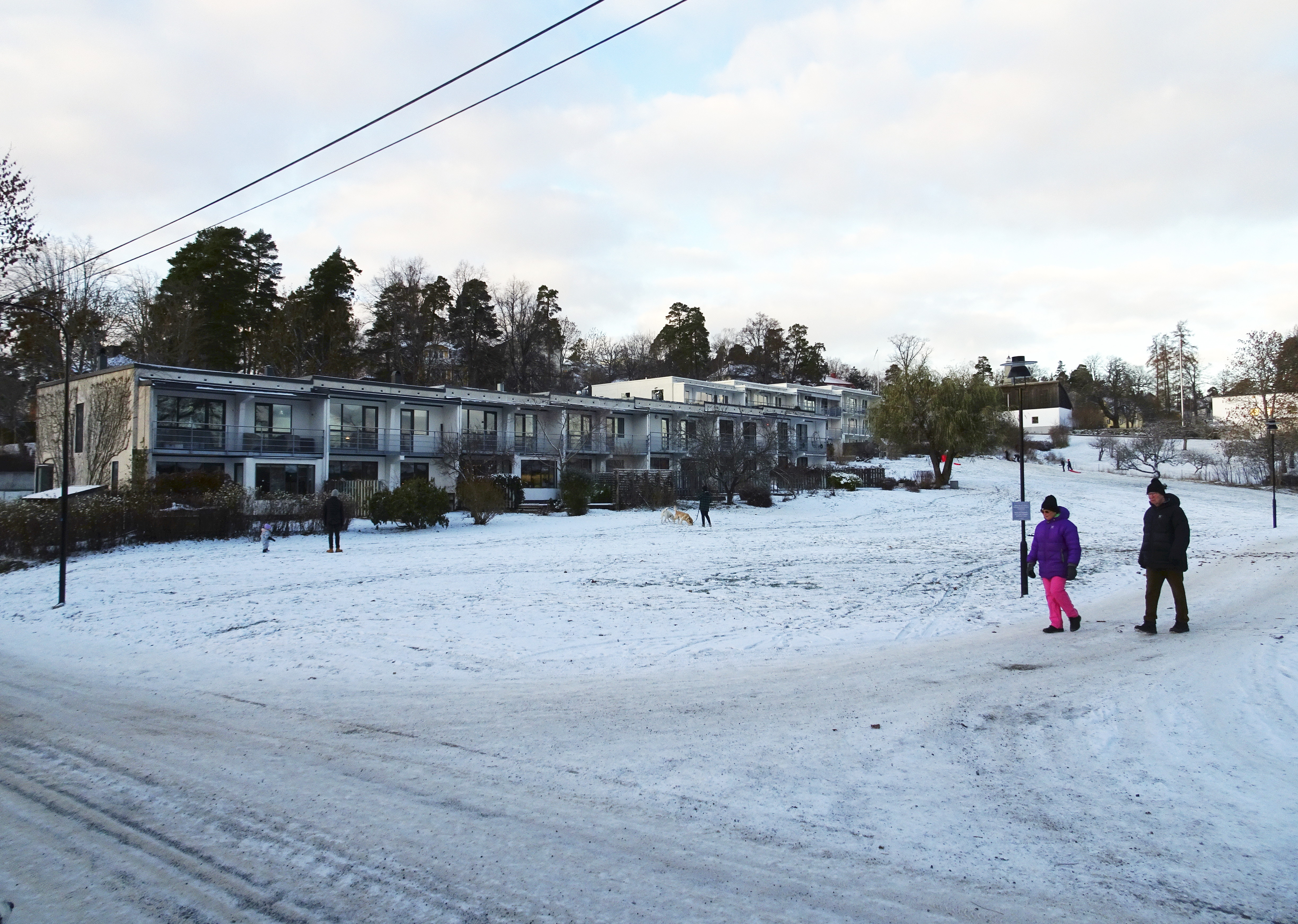
Delar av gårdens gamla trädgård bebyggdes med radhus på 1960-talet, här syns Vita Raden.

### Övre Duvnäs
- Koordinater: 59°18′12.5″N 18°12′44.8″Ö / 59.303472°N 18.212444°Ö

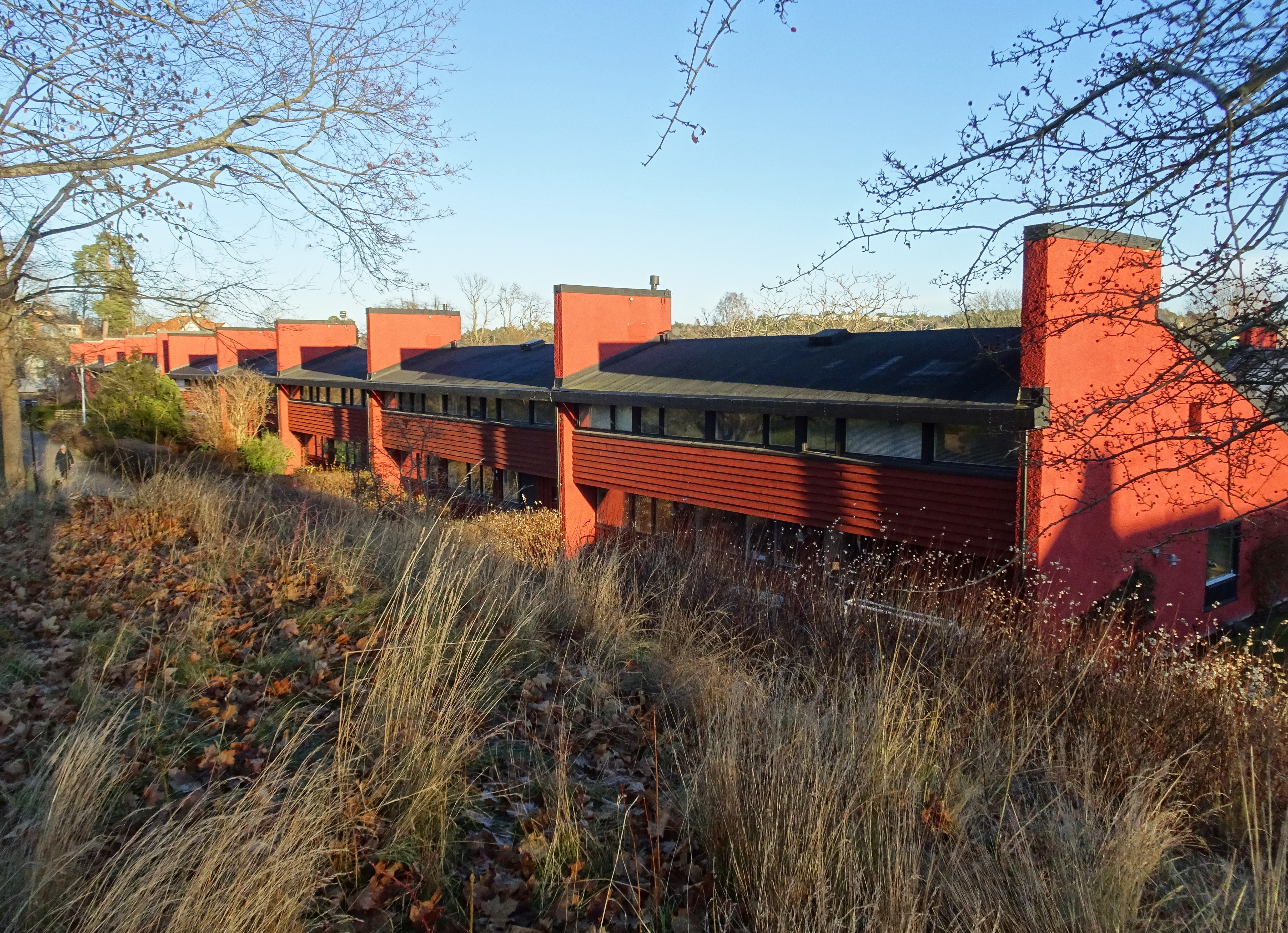
Röda Raden mot parken, 2021.

Övre Duvnäs gårds byggnader ligger samlade norr om den stora trädgården och sträcker sig mellan Kristinavägen i väster och Strandpromenaden i öster. Vid Kristinavägen 16 märks gårdsanläggningens gamla stenstall som har en hög, tornliknande lanternin på taket. På övre Duvnäs gård föddes 1909 konstnären Olle Nyman, som var barnbarn till Robert Küsel. 
Nyman kom att stanna kvar i Saltsjö-Duvnäs och hans och hans syster Kajsas ateljé samt gårdsbyggnaderna ägs idag av en stiftelse som bedriver utställnings- och restaurangverksamhet på gården. Nymans ateljé består av en gammal och en ny del. Gamla ateljén på cirka 80 m² uppfördes 1973 efter ritningar av arkitekt var Nils Tesch. Nya ateljén på cirka 90 m² tillkom 1987. Under nya ateljén ligger ett skyddsrum vilket i fredstid används som konstarkiv. Sedan 2007 finns här Olle Nymans ateljéer och konstnärshem som drivs av en stiftelse.
Till den övre gårdens byggnader hör också ett före detta orangeri som nu är bostad och museum, en före detta kuskbostad, nu privatbostad samt Långa raden en tidigare ekonomibyggnad ombyggd till bostadshus för de anställda, som ligger parallellt med huvudbyggnaden i en sluttning ned mot Strandpromenaden. Långa radens vindflöjel bär årtalet 1748.
På 1960-talet bebyggdes den del av den gamla parken, som då fortfarande ägdes av Küsels arvingar. Trots grannarnas motstånd uppfördes under åren 1964–1967
två radhusområden nedanför Övre Gården, den ena mot Strandpromenaden och kallat Röda Raden, den andra mot Kristinavägen och kallat Vita Raden. Byggherre var Ohlsson & Skarne.

Övre Duvnäs
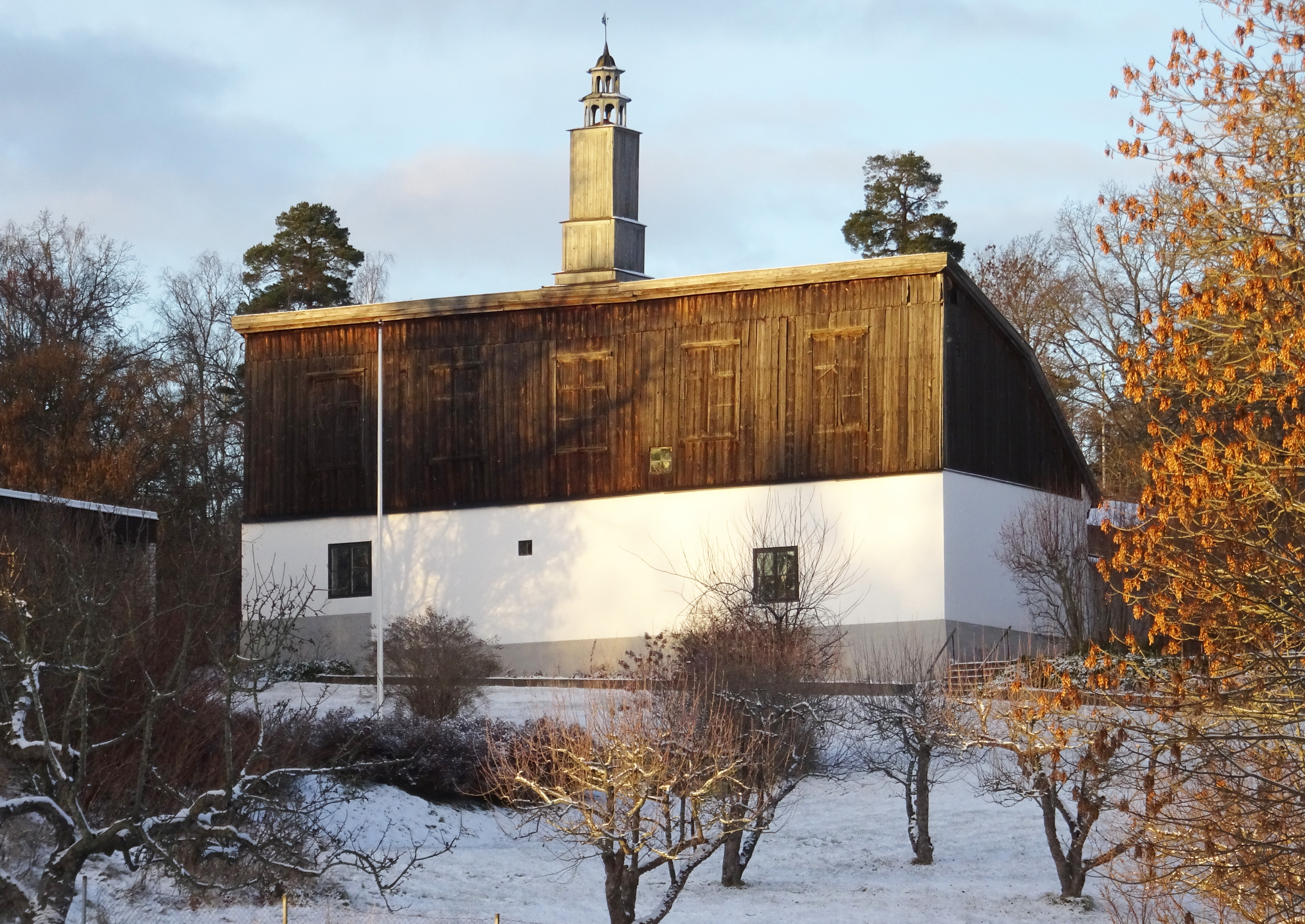
Stenstallet.
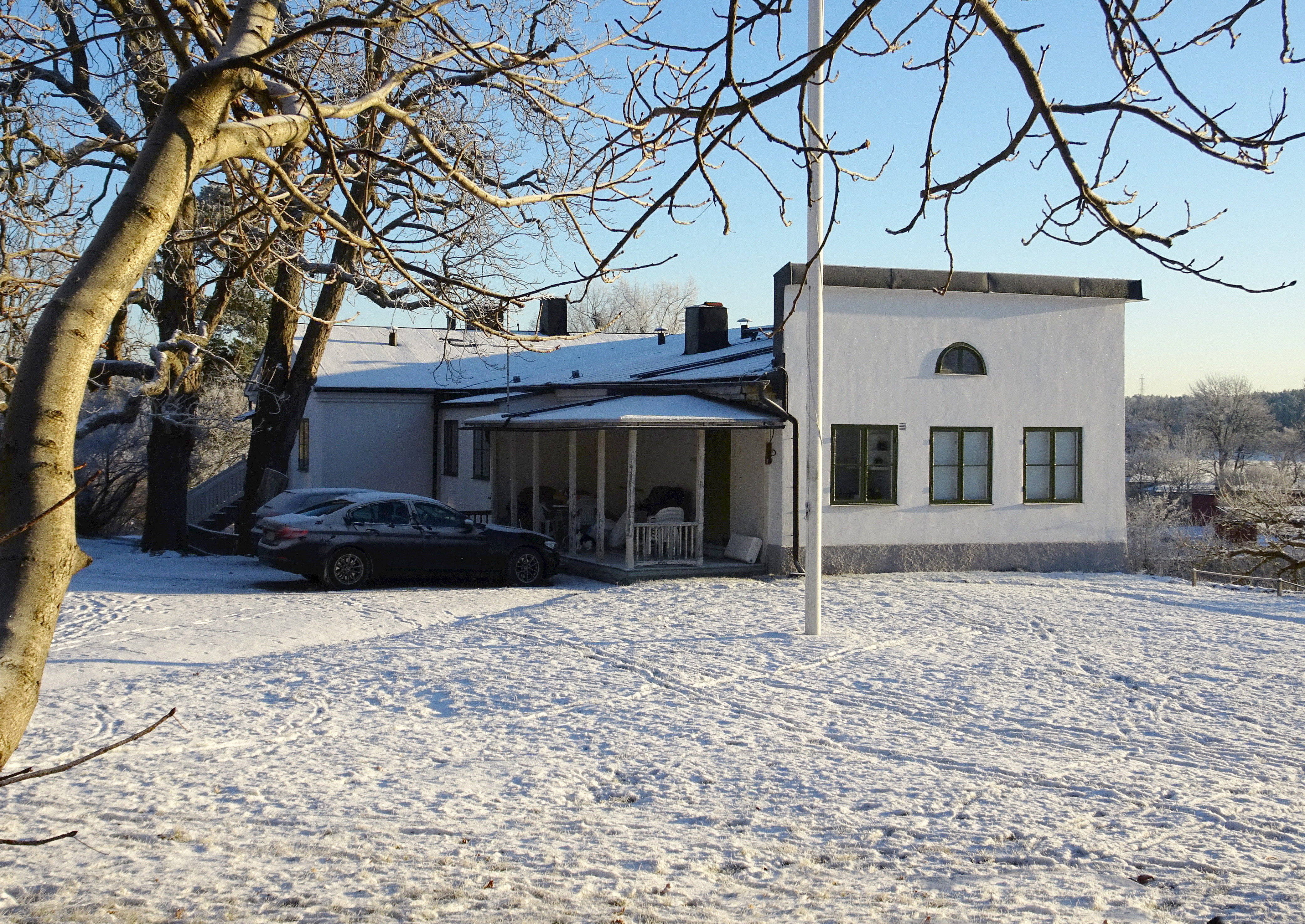
Huvudbyggnaden.
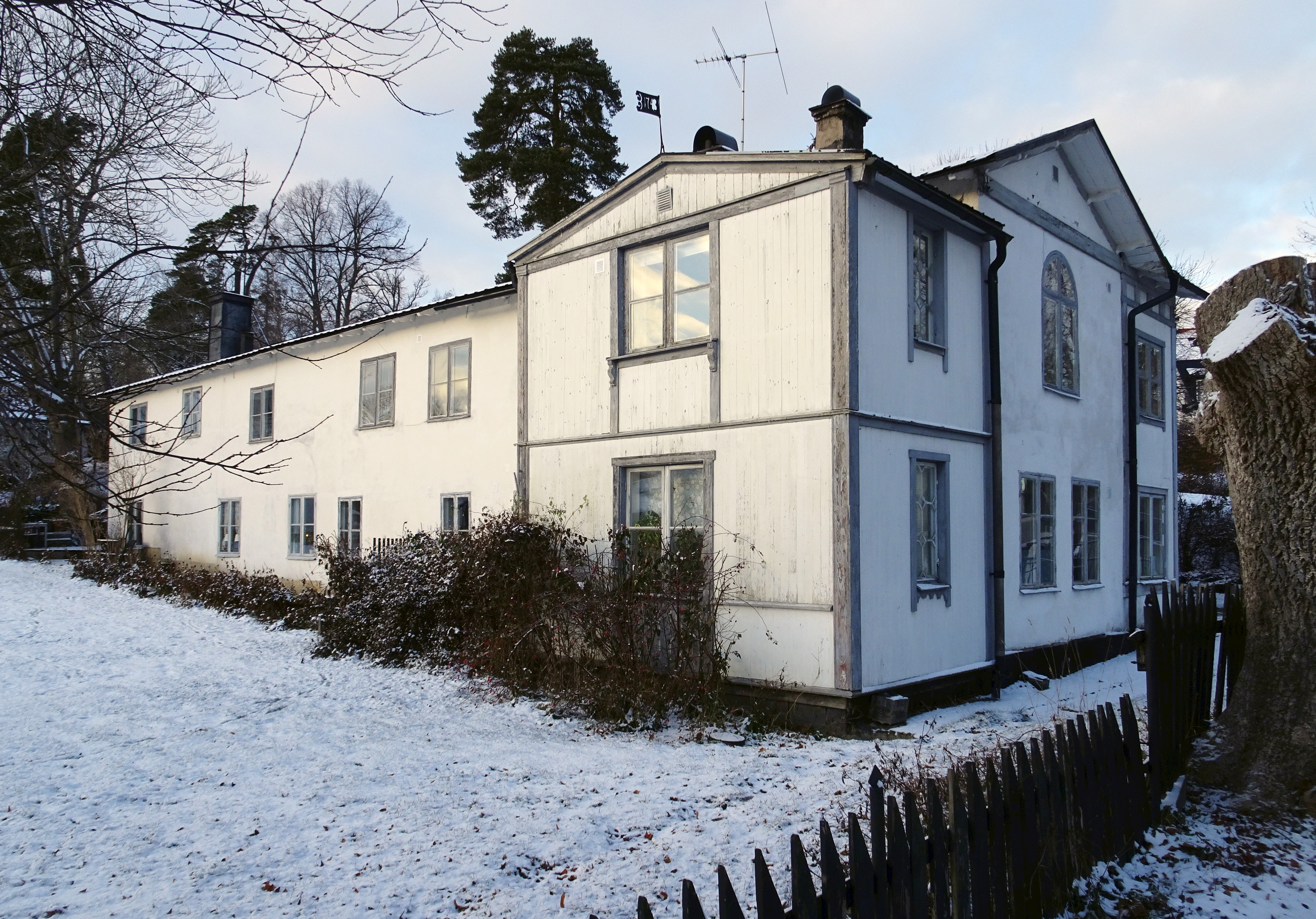
Långa raden.
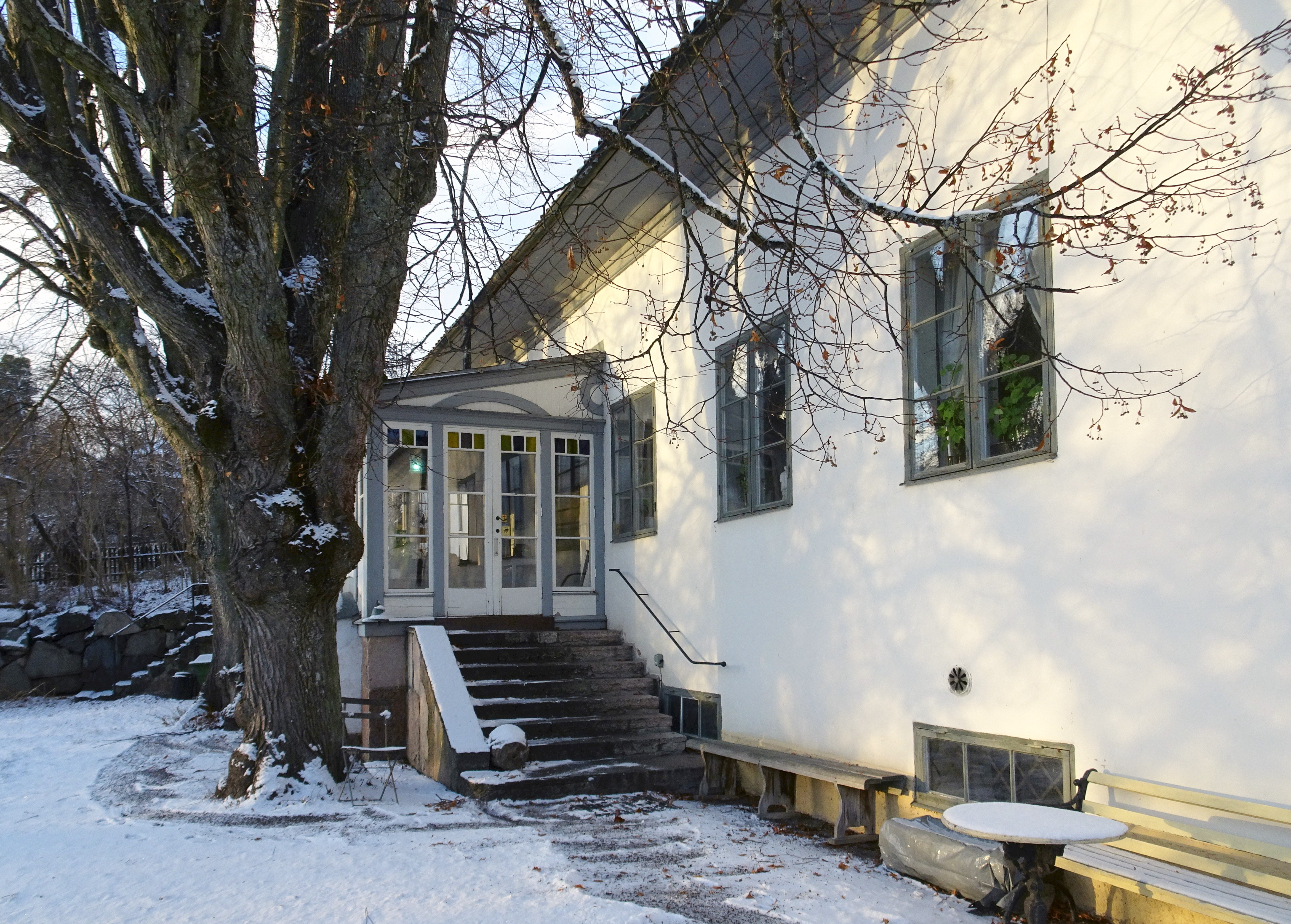
Bostadshus och museum.
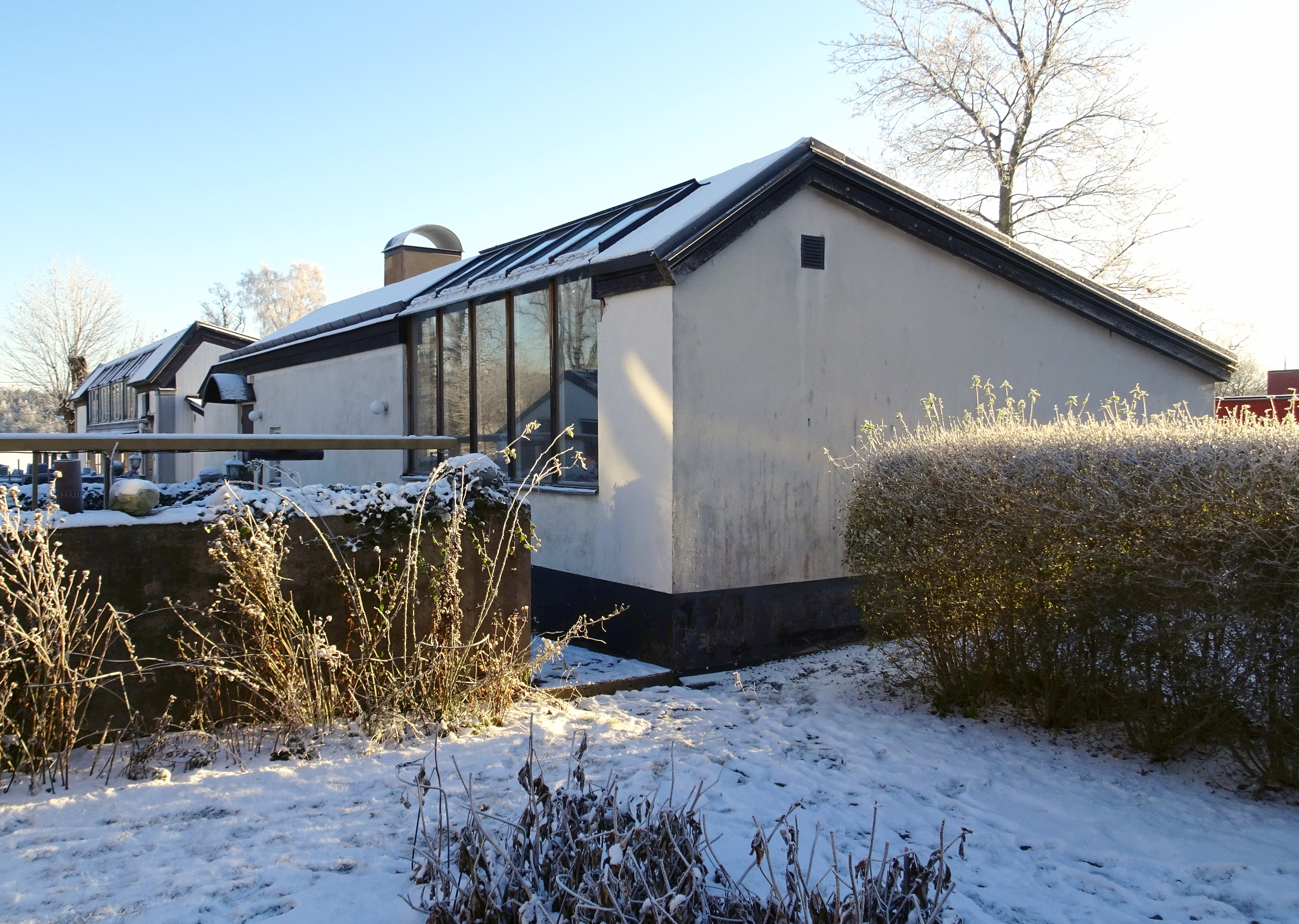
Olle Nymans gamla (närmast) och nya ateljé.

### Nedre Duvnäs
- Koordinater: 59°18′7.1″N 18°12′29″Ö / 59.301972°N 18.20806°Ö

Nedre gårdens huvudbyggnad och flygel ligger vid Strandpromenaden 7 och 11. Husen restaurerades 1949 när hovintendenten Ivar Åkerfeldt och hans hustru Gun var ägare. Han lät anlägga en trädgård framför huset och utlysa en tävling om Nackas vackraste trädgård där han vann första pris. Åkerfeldt publicerade 1956 även en liten skrift om Duvnäsgården: ”Anteckningar om Duvnäs gård”. Ytterligare en renovering utfördes 2011. Flygeln (Strandpromenaden 11) beboddes 2020 av Åkerfeldts dotter, Agneta Ivarsdotter Åkerfeldt Agnestig.

Nedre Duvnäs, interiör (1960-tal)
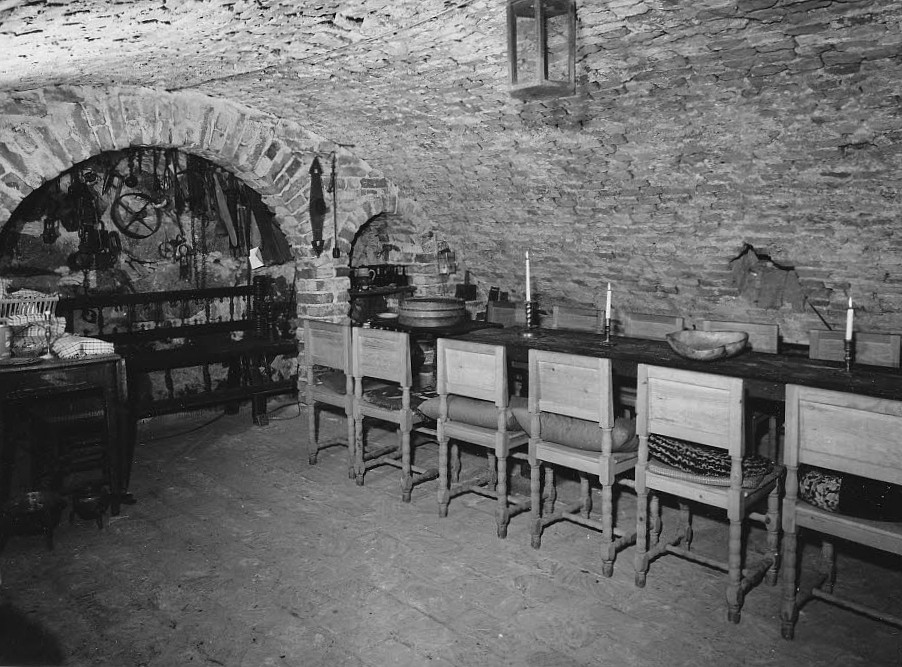
Källaren.
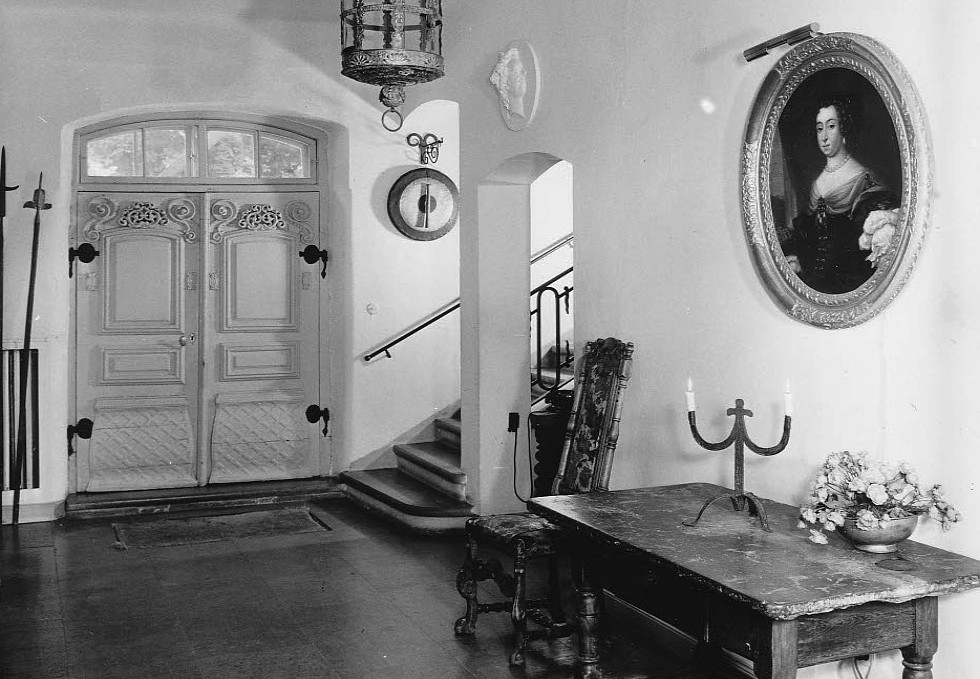
Entréhall.
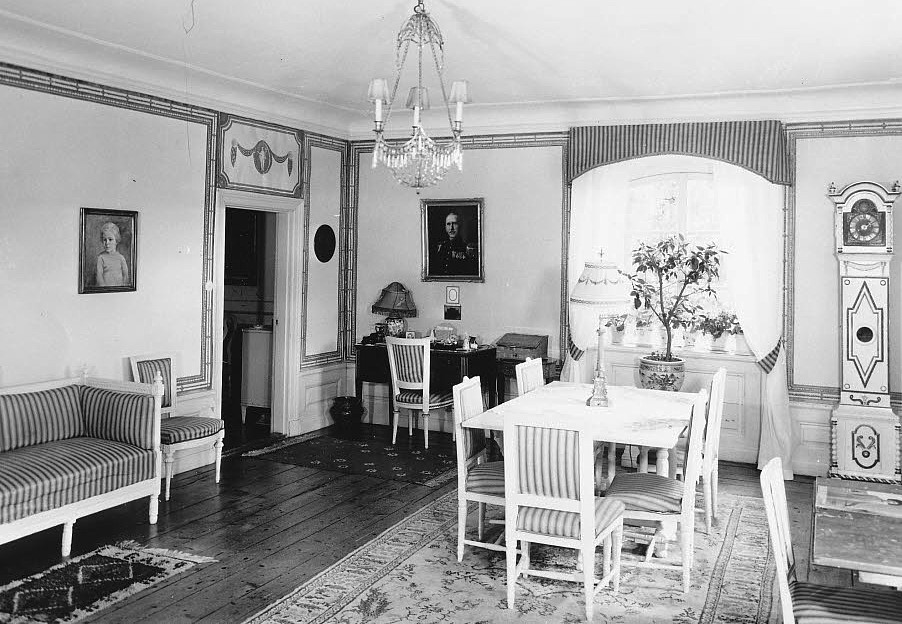
Vardagsrummet.
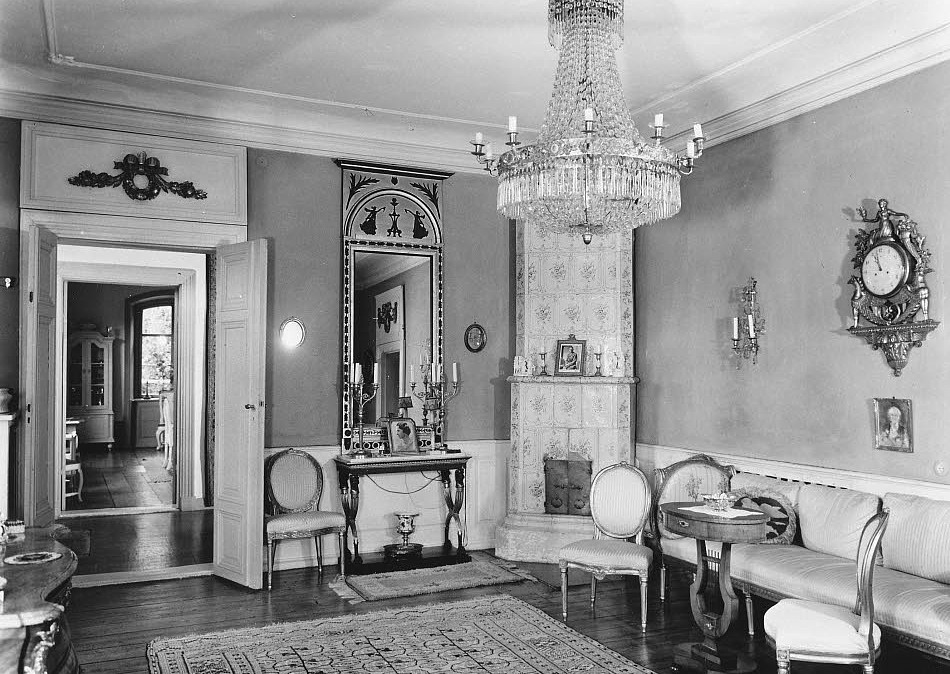
Salongen.
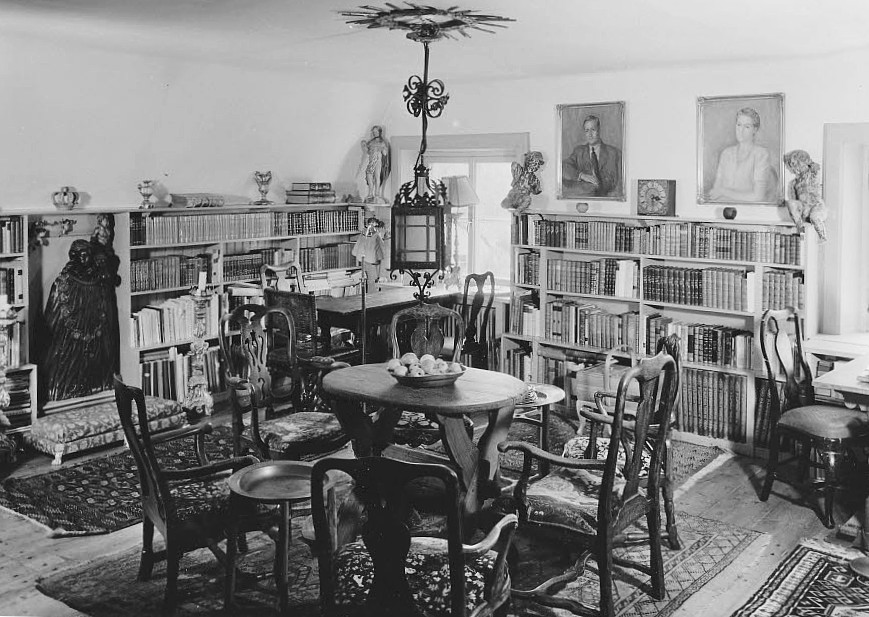
Bibliotek.

### Övriga byggnader
- Väster om nedre Duvnäs, adress Kvarnbacken 10, kvarstår mjölnar- eller kvarnstugan. Det är en vitkalkad byggnad från 1700-talets början som trots ombyggnad har bevarat mycket av sin ursprungliga prägel. Efter själva kvarnen finns inga lämningar men vägen Kvarnbacken påminner fortfarande om verksamheten.
- Norr om Nedre Duvnäs, adress Herrgårdsvägen 2, står byggnaden för Finlays brännvinsbränneri. Den hade indragen vattenkraft rätt genom källaren. Årtalet 1756 finns på fasadens frontespis. Byggnaden kallas också Emilstorp och var även förvaltarbostad.[21] Huset har byggts om flera gånger sedan 1700-talet. Överbyggnaden förnyades någon gång i början av 1800-talet.
- På Duvnäs holme, adress Duvnäs udde 15, finns den tidigare krogen och tegelbrukets bostadshus från 1700-talets mitt. Samtliga byggnader är privatbostäder.

Nedre Duvnäs och gårdens övriga byggnader
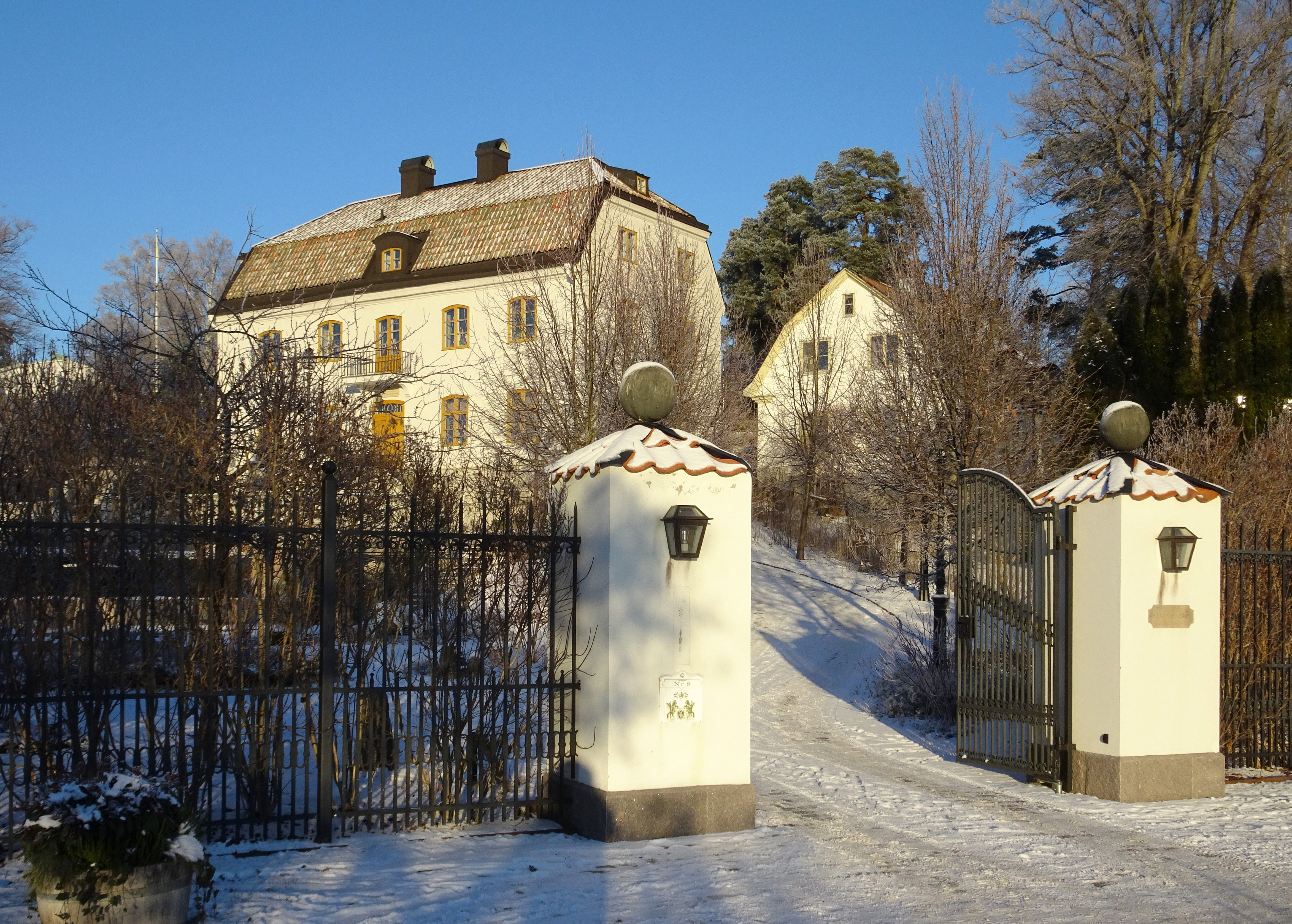
Entré till Nedre Duvnäs.
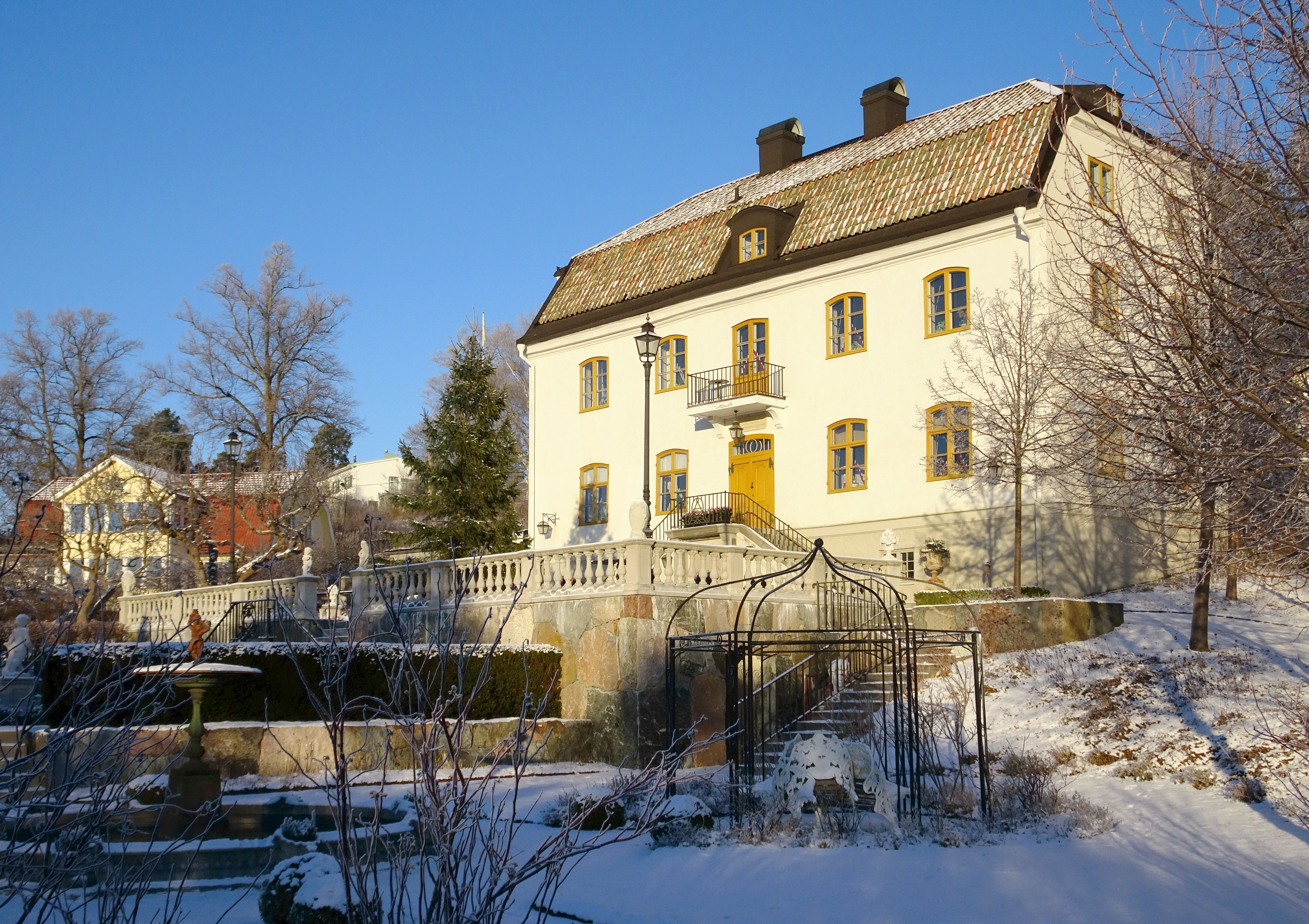
Nedre Duvnäs, huvudbyggnad.
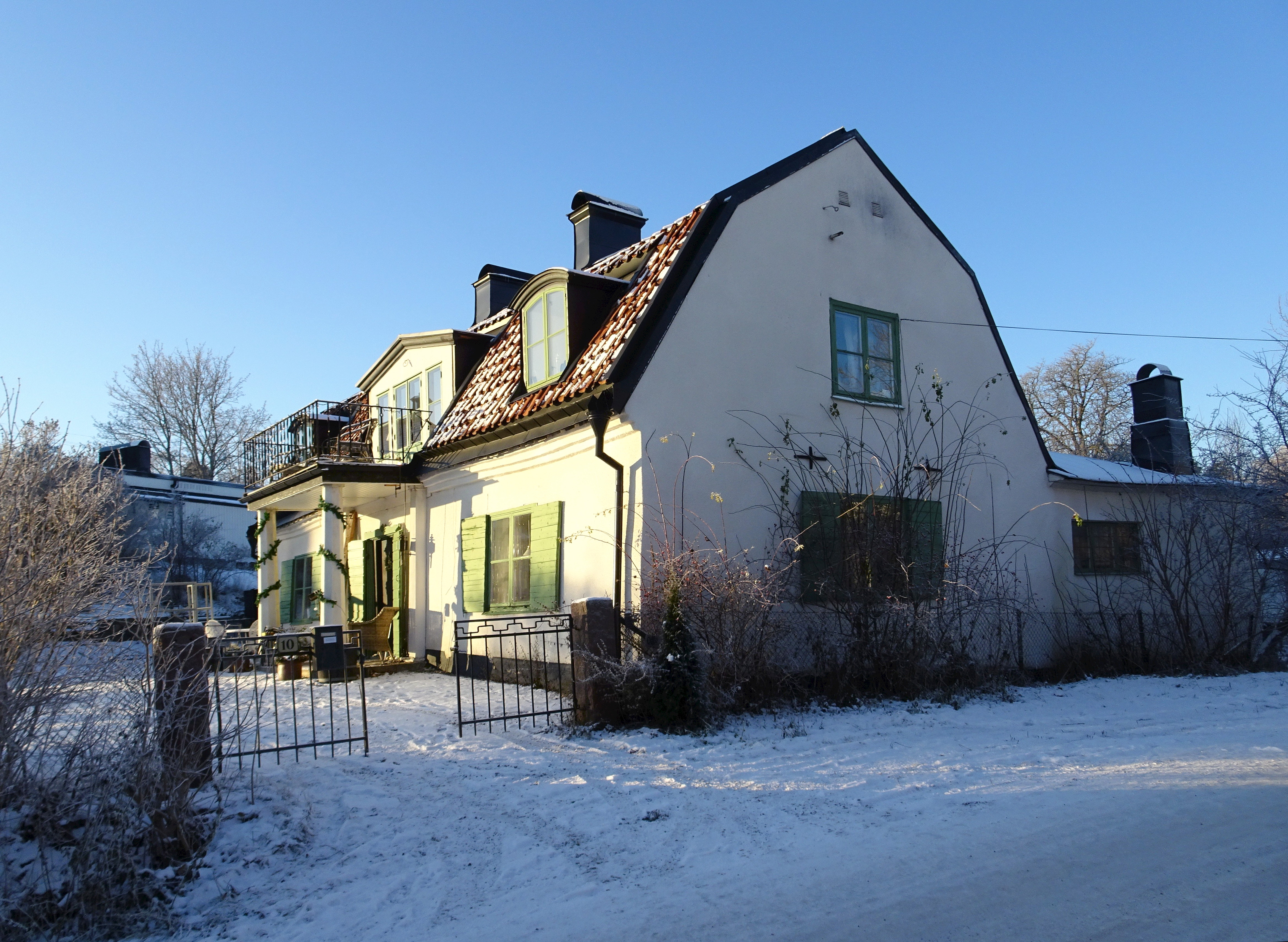
Före detta Kvarngården.
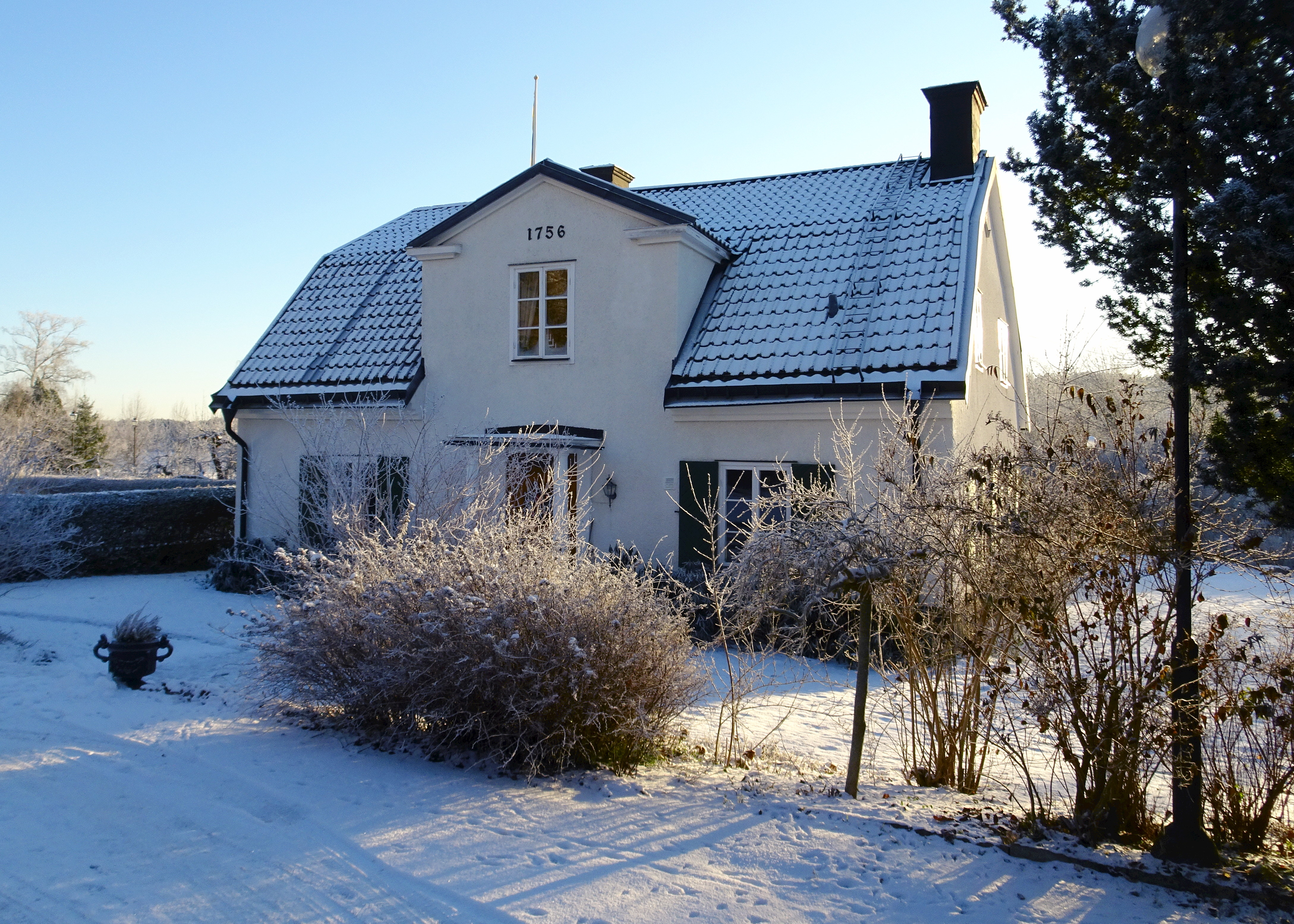
Emilstorp, före detta brännvinsbränneriet.
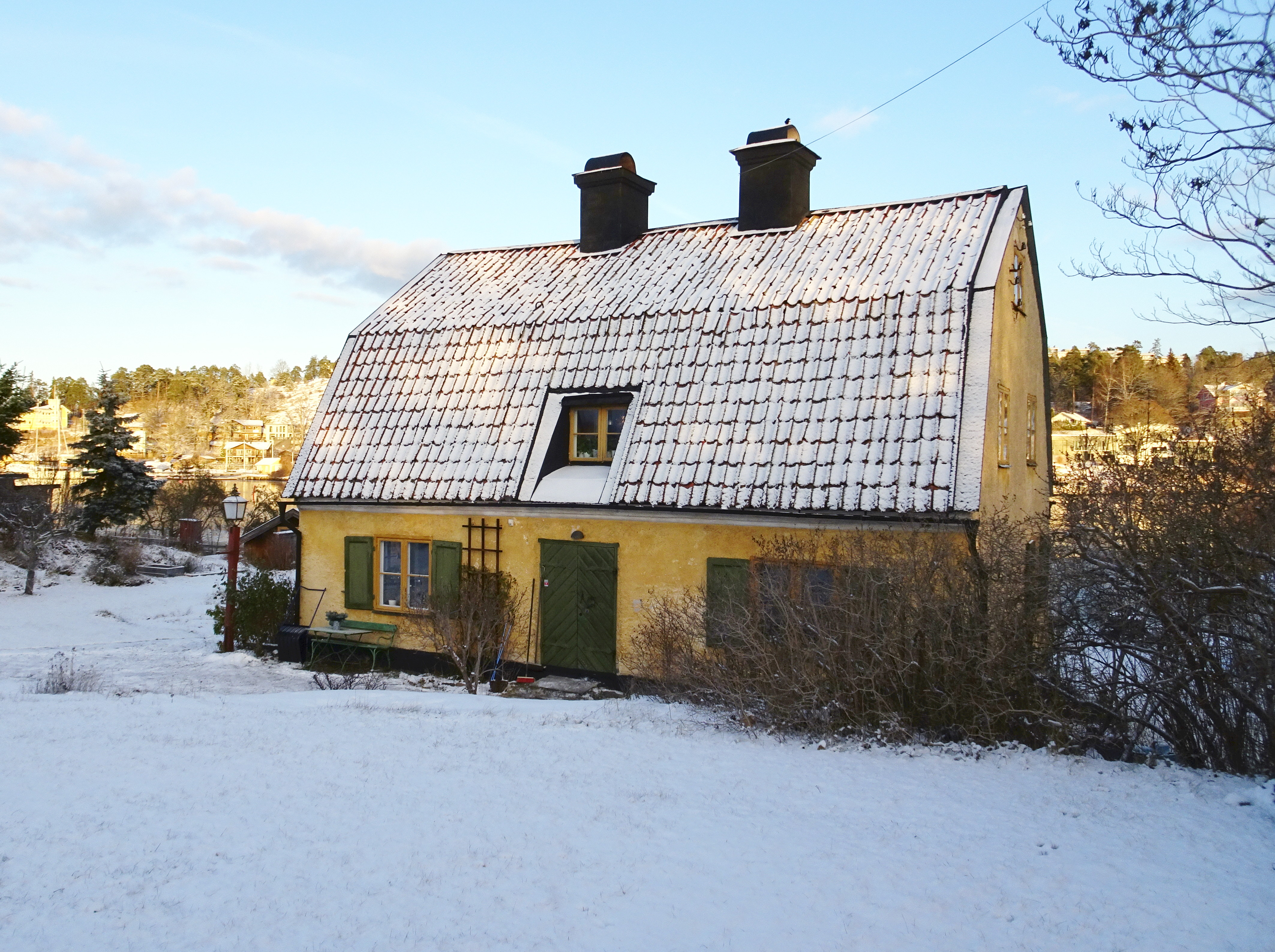
Före detta Duvnäs krog.

## Ägarlängd
- 1504–1520-talet: Nils till Duvnäs
- 1520–talet till 1547: Olof Svart
- 1547–1551: Kronan
- 1551–1749: Danvikens hospital

Arrendatorer under Danvik
- Matts i Duvnäs från 1569
- Peder i Duvnäs 1630-talet
- Matts i Stockholm från 1687
- Mårten Bunge från 1688
- Jacob Bunge från 1694
- Mårten Bungencrona från 1731

Ägare
- 1749–1785: Robert Finlay som friköper gården
- 1785–1803: Sven Roos
- 1803–1809: Wilhelm Philp
- 1809–1823: Adam Reuterskiöld
- 1823–1844: Jacob Dubbe
- 1844–1863: Jacob Adolf Hägg och hans arvingar
- 1863–1908: Robert Küsel och hans arvingar
- 1908: AB Saltsjö-Dufnäs Villatomter (egendomen styckas)